# Sphaenorhynchus caramaschii
Sphaenorhynchus caramaschii е вид жаба от семейство Дървесници (Hylidae). Видът не е застрашен от изчезване.

## Разпространение
Разпространен е в Бразилия (Парана, Санта Катарина и Сао Пауло).

## Описание
Популацията на вида е стабилна.